# Політика України
Політика України — сукупність внутрішньої та зовнішньої діяльності України, відповідно до Конституції.

## Основні напрямки
- Державний лад України
- Внутрішня політика України
- Зовнішня політика України

## Політична культурасучасної України
Негативні особливості політичної культури в умовах сучасної України:
- заідеологізованість мислення, непримиренність будь-яких нетрадиційних поглядів;
- низька компетентність в управлінні справами суспільства та держави;
- правовий нігілізм;
- нерозвиненість громадянських позицій;
- недостатньо розвинутий індивідуалізм;
- підданські відносини до будь-якого центру реальної влади
- Непристойна поведінка в Верховній раді та інших місцях[1]